# Ana Luisa Valdés
Ana Luisa Valdés (Montevidéu, 1953) é uma escritora e antropóloga social uruguaia. Devido ao seu envolvimento na guerrilha Tupamaros, ela foi exilada na Suécia de 1978 até 2014, quando retornou ao Uruguai. Além de seu trabalho como autora, tradutora e jornalista, Valdés tem atuado na promoção da digitalização de museus.

## Biografia
Ana Luisa Valdés nasceu em Montevidéu, no Uruguai, em 1953. Na adolescência, começou a estudar para se tornar advogada na Escola Instituto Batlle y Ordóñez. No entanto, aos dezenove anos ela foi presa por ser membro dos Tupamaros, uma guerrilha urbana de esquerda. Após quatro anos de prisão política pela ditadura militar, Valdés se exilou na Suécia em 1978.
Foi em Estocolmo que Valdés começou sua vida profissional. Ela estudou antropologia social na Universidade de Estocolmo. Como membro ativa da comunidade de exilados uruguaios na Suécia, ajudou a fundar a editora Editorial Nordan, um projeto do coletivo anarquista Comunidad del Sur. Ela também editou a publicação em língua sueca Ágora nas décadas de 1980 e 1990.
Em 1984, Valdés foi escolhida para se juntar à liderança do PEN Club da Suécia, e mais tarde ela participou de projetos internacionais sobre línguas e literaturas minoritárias, traduções e direitos literários para a organização. Ela também foi selecionada como membro do Conselho Nacional da Cultura Sueca. Como representante da Suécia, ela viajou para Bruxelas para ajudar a redigir linguagem sobre a internet multicultural e democracia digital para a Comissão Europeia.
Em sua carreira de escritora, Valdés produziu cerca de uma dezena de livros, entre poesia, biografia e trabalhos sobre cultura digital e democracia. Seu primeiro livro, La guerra de los albatros, ganhou o primeiro prêmio em um concurso promovido pela Casa del Uruguay em Paris. Suas obras narrativas El intruso e El navegante combinam o autobiográfico e o mítico, e o feminismo é fundamental em sua obra literária. No entanto, levou várias décadas para estar pronta para escrever um livro de memórias direto de seus primeiros anos, incluindo seu tempo como presa política, que foi publicado em 2008 em sueco e em 2014 em espanhol.
Valdés também trabalhou como jornalista para publicações como Brecha no Uruguai e Dagens Nyheter, Ordfront e Feministiskt Perspektiv na Suécia. Em 1996, ela co-fundou a revista eletrônica Ada, em homenagem a Ada Lovelace. Ela também escreveu da Faixa de Gaza sobre o conflito israelense-palestino e organizou o primeiro grande encontro de intelectuais palestinos em Oslo em 2011. Além de sua própria escrita, que produz em espanhol e sueco, Valdés traduziu várias obras entre os dois idiomas.
Valdés também se especializou na digitalização de coleções de museus e patrimônio cultural, organizando seminários e curadoria de exposições na América Latina, Ásia e Oriente Médio.

## Obras publicadas
- 2014 - Su tiempo llegará - (em espanhol)
- 1993 - El navegante  (em espanhol)
- 1990 - El intruso  (em espanhol)
- 1988 - Palavras para nadie  (em espanhol)
- 1986 - Después de Alicia  (em espanhol)
- 1983 (reeditado em 1986) - La guerra de los albatros (em espanhol)

### Traduções
- 2015 - Conversaciones con el inimigo por Pierre Schori.
- 1988 - Kalocaína de Karin Boye, em colaboração com Anahy Cabrera.